# Ein verhängnisvolles Geigensolo
Ein verhängnisvolles Geigensolo ist ein deutscher Kurzfilm von Produzent und Regisseur Rolf Raffé aus dem Jahr 1936 mit dem Komikerduo Karl Valentin und Liesl Karlstadt.

## Handlung
Ein Violinvirtuose betritt die Bühne und verkündet, das Lied Am Meer von Franz Schubert vorzutragen. Es fehlt ihm jedoch der Schlüssel zum Geigenkasten. Nach einiger Zeit stellt sich heraus, dass der Geigenkasten gar nicht verschlossen ist. Dann hat der Künstler Probleme mit dem Notenständer, bevor er feststellen muss, dass die Noten fehlen. Die nachgereichten Notenblätter fallen ihm herunter, und sowohl der Notenständer als auch eine Saite der Geige gehen kaputt. Der Auftritt ist längst zur Lachnummer verkommen, als auch noch ein Gerichtsvollzieher eingreift. Er kommt in einer früheren Angelegenheit und fragt den Virtuosen, ob er etwas Pfändbares bei sich hat. Weil das wertvolle Klavier dem Violinisten nicht gehört, begnügt sich der Gerichtsvollzieher mit dessen Geige und nimmt sie mit.